# Cerkiew św. Pantelejmona w Kiszyniowie
Cerkiew św. Pantelejmona – prawosławna cerkiew parafialna w Kiszyniowie, w jurysdykcji eparchii kiszyniowskiej Mołdawskiego Kościoła Prawosławnego.

## Historia
Cerkiew została wzniesiona w latach 1887–1891 według projektu Alexandru Bernardazziego na potrzeby greckiej społeczności Kiszyniowa. Fundatorami budynku byli bracia Iwan i Wiktor Sinadino oraz ich matka Alexandra Zotti, która podarowała grunt pod budowę obiektu sakralnego. Jako patrona cerkwi wybrano św. Pantelejmona – patrona ojca braci Sinadino. Konsekracja budynku miała miejsce 13 października 1891.
Świątynię zbudowano w stylu nawiązującym do średniowiecznej architektury greckiej. W czasie, gdy powstała, była opisywana przez prasę jako jedna z najbardziej udanych artystycznie prawosławnych świątyń w Imperium Rosyjskim.
W świątyni do 1940 służyli kapłani pochodzenia greckiego. Po włączeniu Kiszyniowa do Związku Radzieckiego cerkiew została zamknięta. Zniszczono położony w podziemiu grobowiec rodziny Sinadino. W obiekcie mieścił się kolejno magazyn materiałów budowlanych, magazyn taśm filmowych, następnie sala wystawowa i winiarnia.
Dzięki staraniom ks. Valeriu Bazatina w 1992 cerkiew została zwrócona Mołdawskiemu Kościołowi Prawosławnemu. Pierwsze nabożeństwo odbyło się 8 listopada 1992. W latach 2000–2004 budynek odremontowano, wstawiono również nowy ikonostas. Parafia utrzymuje szczególne relacje ze społecznością Greków w Mołdawii i ambasadą grecką w Kiszyniowie.

## Architektura

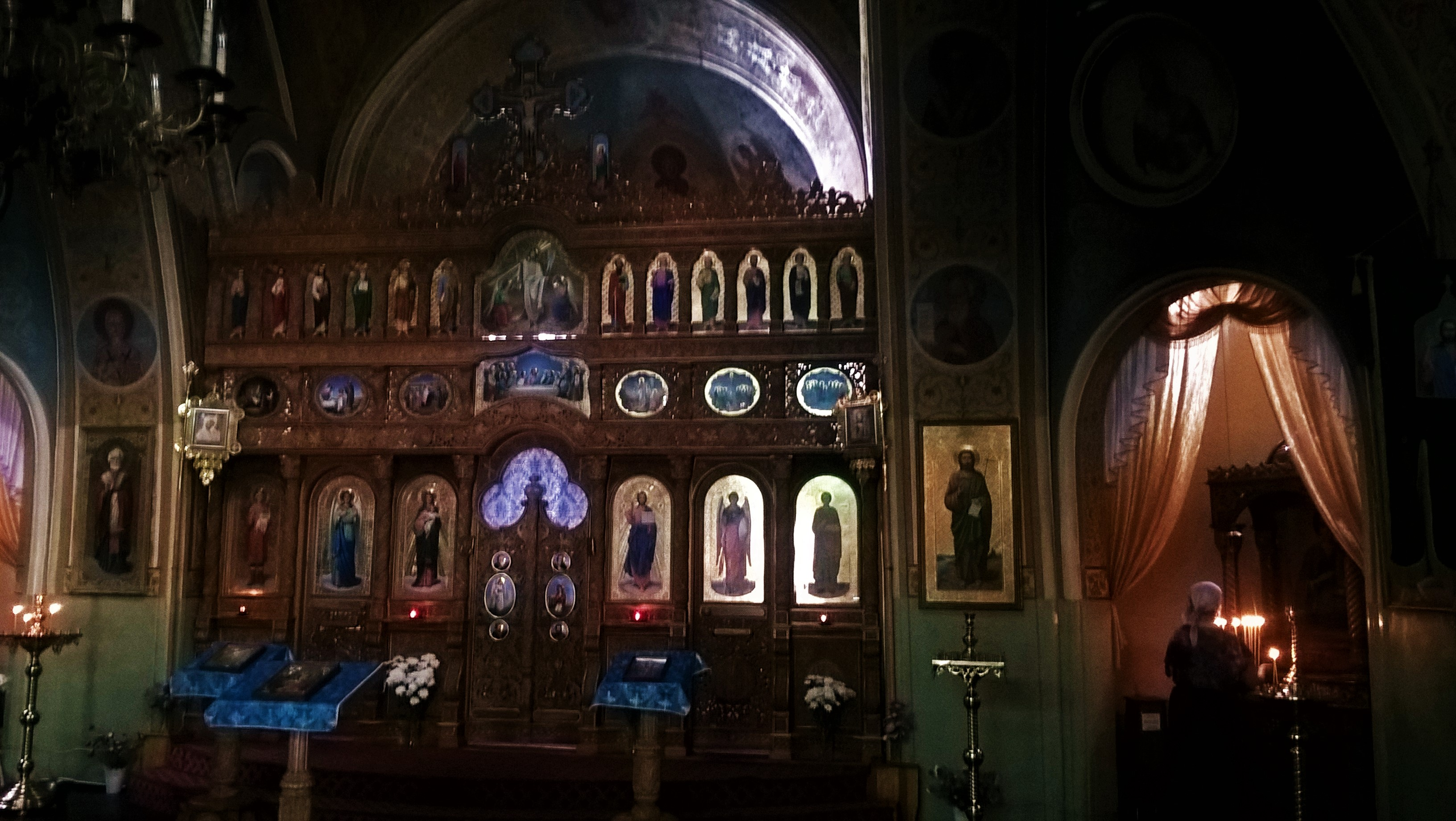
Wnętrze

Cerkiew została zbudowana w stylu greckim z elementami nawiązującymi do architektury ormiańskiej, na planie krzyża greckiego. Jest orientowana. Wejście do budynku prowadzi od strony zachodniej, przed przedsionek, nad którym znajduje się dzwonnica zwieńczona kopułą. Ponad centralną częścią nawy znajduje się druga, większa kopuła. We wnętrzu cerkiew jest jednoprzestrzenna, prostokątna, wsparta na czterech łukach.